# ニコラス・ナッチブル
ニコラス・ルイス・チャールズ・ノートン・ナッチブル（Nicholas Louis Charles Norton Knatchbull、1981年5月15日 - ）は、イギリスの連合王国貴族。マウントバッテン・オブ・バーマ伯爵位、ブラボーン男爵位の推定相続人。曽祖父は初代マウントバッテン・オブ・バーマ伯爵ルイス・マウントバッテン。祖母は第2代マウントバッテン・オブ・バーマ伯爵パトリシア。父は第3代マウントバッテン・オブ・バーマ伯爵ノートン。
父がマウントバッテン・オブ・バーマ伯爵位を継承した2017年からブラボーン卿の敬称で呼ばれている。
ニコラス・ナッチブルは、1981年にマウントバッテン・オブ・バーマ伯爵、ブラボーン男爵位相続者のノートン卿の長男として誕生した。父親がチャールズ3世と懇意な関係から、王太子であるウィリアム王子とは幼なじみであった。
2000年代に入ると、ニコラスが友人らとコカインを吸う動画が流出し、イギリスのメディアで「王室の親戚がコカイン中毒」と騒がれた。現在は、麻薬更生施設を入退所を繰り返している。

## 家族
2021年5月20日にフランス人のアンブル・プゼ（Ambre Pouzet）と一族のカントリー・ハウスであるブロードランズで民事婚を挙げた。